# 알이배터리
알이배터리는 로케트전기의 부도 이후 종업원이 공장을 인수해 세운 건전지회사이다. 2020년 크린랲에 인수되었다.